# Тено
Тено (итал. Tenno) је насеље у Италији у округу Тренто, региону Трентино-Јужни Тирол.
Према процени из 2011. у насељу је живело 515 становника. Насеље се налази на надморској висини од 415 м.

## Становништво
Према резултатима пописа становништва 2011. у општини је живело 1.967 становника.
| 1931. | 1936. | 1951. | 1961. | 1971. | 1981. | 1991. | 2001. | 2011. |
| ----- | ----- | ----- | ----- | ----- | ----- | ----- | ----- | ----- |
| 1.820 | 1.749 | 1.724 | 1.678 | 1.505 | 1.556 | 1.675 | 1.735 | 1.967 |